# Pelafòu
Pellafol és un municipi francès situat al departament de la Isèra i a la regió d'Alvèrnia-Roine-Alps. L'any 2007 tenia 135 habitants.

## Demografia

### Població
El 2007 la població de fet de Pellafol era de 135 persones. Hi havia 68 famílies de les quals 24 eren unipersonals (12 homes vivint sols i 12 dones vivint soles), 20 parelles sense fills, 12 parelles amb fills i 12 famílies monoparentals amb fills.
La població ha evolucionat segons el següent gràfic:
Habitants censats

### Habitatges
El 2007 hi havia 206 habitatges, 69 eren l'habitatge principal de la família, 133 eren segones residències i 4 estaven desocupats. 187 eren cases i 15 eren apartaments. Dels 69 habitatges principals, 52 estaven ocupats pels seus propietaris, 12 estaven llogats i ocupats pels llogaters i 5 estaven cedits a títol gratuït; 5 tenien dues cambres, 10 en tenien tres, 28 en tenien quatre i 26 en tenien cinc o més. 44 habitatges disposaven pel capbaix d'una plaça de pàrquing. A 40 habitatges hi havia un automòbil i a 27 n'hi havia dos o més.

### Piràmide de població
La piràmide de població per edats i sexe el 2009 era:
| Homes | Edats   | Dones |
| ----- | ------- | ----- |
| 0     | 95 o +  | 0     |
| 0     | 90 a 94 | 0     |
| 0     | 85 a 89 | 4     |
| 8     | 80 a 84 | 0     |
| 4     | 75 a 79 | 16    |
| 24    | 70 a 74 | 4     |
| 0     | 65 a 69 | 4     |
| 0     | 60 a 64 | 0     |
| 0     | 55 a 59 | 4     |
| 4     | 50 a 54 | 0     |
| 4     | 45 a 49 | 4     |
| 0     | 40 a 44 | 4     |
| 4     | 35 a 39 | 0     |
| 4     | 30 a 34 | 0     |
| 0     | 25 a 29 | 0     |
| 0     | 20 a 24 | 4     |
| 8     | 15 a 19 | 4     |
| 0     | 10 a 14 | 4     |
| 0     | 5 a 9   | 0     |
| 0     | 0 a 4   | 0     |

## Economia
El 2007 la població en edat de treballar era de 71 persones, 46 eren actives i 25 eren inactives. De les 46 persones actives 41 estaven ocupades (27 homes i 14 dones) i 5 estaven aturades (3 homes i 2 dones). De les 25 persones inactives 13 estaven jubilades, 5 estaven estudiant i 7 estaven classificades com a «altres inactius».

### Ingressos
El 2009 a Pellafol hi havia 72 unitats fiscals que integraven 150 persones, la mediana anual d'ingressos fiscals per persona era de 17.651 €.

### Activitats econòmiques
Dels 10 establiments que hi havia el 2007, 6 eren d'empreses extractives, 1 d'una empresa de construcció, 1 d'una empresa d'informació i comunicació i 2 d'entitats de l'administració pública.
L'únic servei als particulars que hi havia el 2009 era un guixaire pintor.
L'any 2000 a Pellafol hi havia 10 explotacions agrícoles que ocupaven un total de 440 hectàrees.

## Poblacions més properes
El següent diagrama mostra les poblacions més properes.